# Son Dam-bi
Son Dam-bi ou Son Dambi (coréen : 손담비), née le 25 septembre 1983 à Séoul, est une chanteuse, mannequin et actrice sud-coréenne.

## Biographie

### Débuts
Son Dam Bi commence sa carrière en 2006 par des apparitions dans plusieurs clips d'artistes asiatiques tels que Maybee, Paran ou encore Miyavi. Par la suite, elle tourne dans une publicité pour un lecteur MP3 en compagnie du danseur sud-coréen Poppin Hyun Joon. Le site MSN Japan la repère et met en ligne une vidéo la montrant en train de danser. L'extrait est vu près d'un demi millions de fois en quelques jours et annonce le début de sa popularité.

### Mini-albums
Après un passage aux États-Unis pour s’entraîner à la suite de la sortie de son premier single « Cry Eye » en 2007, Son Dam Bi retourne en Corée du Sud et sort son premier mini-album, Son Dambi Mini Album Vol.1 en avril 2008, qui se focalise sur la musique électronique (son style précédent étant plutôt orienté vers le Crunk Pop). Le titre phare, Bad Boy, est produit par Brave Brothers.
En septembre 2008 sort son deuxième mini-album. La chanson Crazy met en scène une « danse sur chaise » qui est devenu populaire auprès du public sud-coréen. La danse a été copiée et parodiée par de nombreuses célébrités locales dont Hyun Young, les comédiennes Noh Hong-cheol et Shin Bong-sun, ainsi que la chanteuse Lee Soo Young.

### 2008 – 2009: Consécration
Fin 2008, Son Dambi rejoint l'émission We Got Married sur la chaine MBC. Il s'agit d'une émission de télé réalité, populaire en Corée du Sud, qui consiste à mettre en couple des célébrités et observer quelle vie ils auraient s'ils étaient vraiment mariés.
Il avait été annoncé plus tard que Son Dambi devait tourner dans Hype Nation, un film de danse américain, mais elle a préféré se retirer du casting pour des raisons d'emploi du temps.
En mars 2009 sort son premier véritable album, ainsi que le single On Saturday Night, qui devient sa première chanson à devenir n°1, atteignant la première place de plusieurs hits parades,. La chanson exploite les conventions de style des années 80 et transforme Son Dam Bi en une « retro fashionista ».
Le 6 juin 2009, Son Dam Bi est choisie pour assurer la première partie du concert des Pussycat Dolls à Séoul.
En 2009, elle tient un rôle dans le drama sud-coréen ‘’Dream’’, dont la diffusion commence le 27 juillet 2009 sur SBS.

### 2011 - en ce moment:Dripping Tearset autres

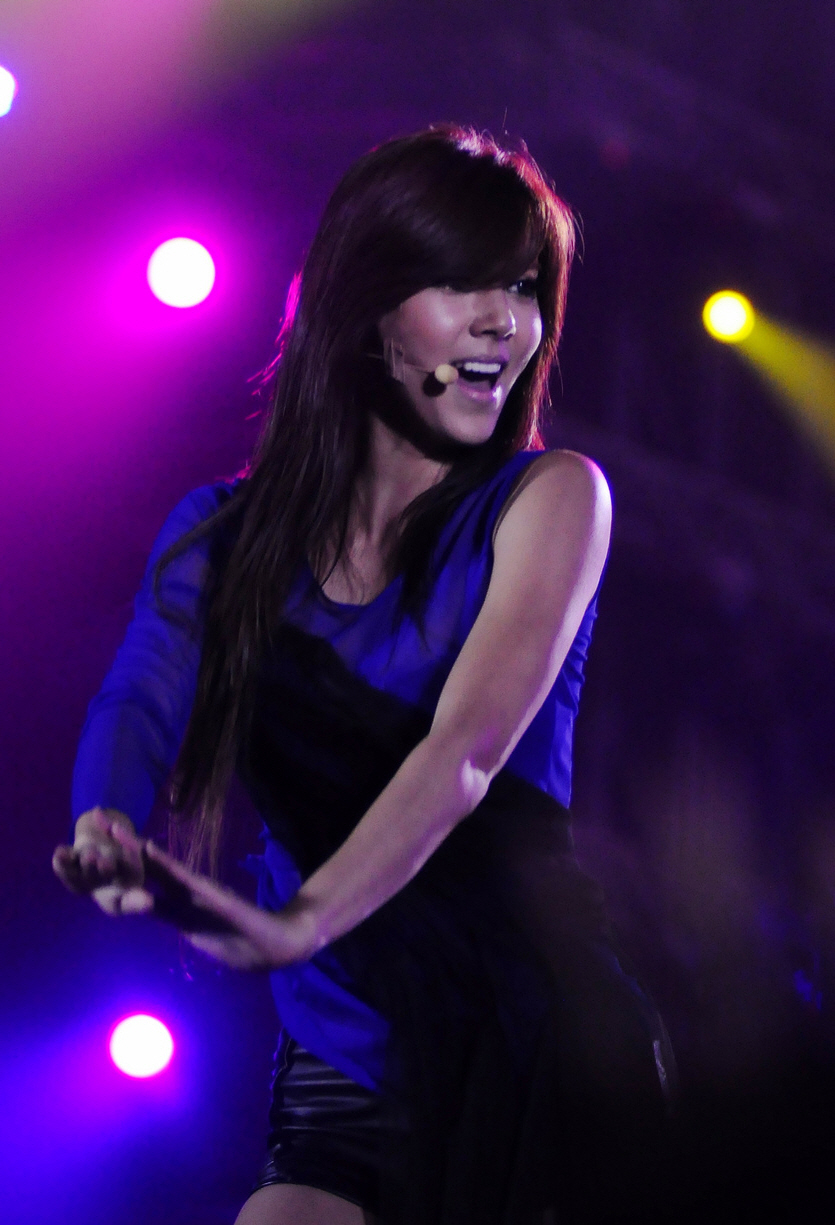
Son Dam Bi en 2012.

En 2011, elle tient le rôle de Yoo Chae-young dans le drama d'MBC Lights and Shadows. Celle-ci participe également à l'OST en chantant Everything, sorti le 10 janvier 2012.
Le 12 novembre 2012, elle est de retour sur scène avec son quatrième mini-album intitulé Dripping Tears. Elle promeut ensuite l'album avec le single Dripping Tears dans divers émissions comme M!Countdown. Le clip de la chanson est sorti le 13 novembre 2012.

## Discographie
| Single | Informations                                                                          | Track Listing                                                                |
| ------ | ------------------------------------------------------------------------------------- | ---------------------------------------------------------------------------- |
| 1er    | Premier Single - Titre : Cry Eye - Date : 20 juin 2007 - Label : Sony BMG, SBME Korea | 01. Cry Eye 02. Girl Like That 03. 혼자 04. Start 05. Cry Eye (Instrumental) |

| Albums | Informations | Track Listing |
| ------ | --- | --- |
| 1er    | Premier Mini-album - Titre : Son Dam Bi Mini Album Vol.1 - Date : 29 avril 2008 - Label : 신나라                                                                            | 01. Intro 02. Bad Boy 03. 반대말 04. 입다 질린 옷 05. 그만하자 06. Bad Boy (version ballade) 07. Bad Boy (Instrumental)                                                                                 |
| 2e     | Second Mini-album - Titre : Son Dam Bi The Second Mini Album - Date : 22 septembre 2008 - Label : LOEN Entertainment                                                        | 01. 미쳤어 02. 투명인간 03. No Sympathy 04. Play 05. 미쳤어 (Instrumental) |
| 3e     | 1er Album studio - Titre : Vol. 1 Type B - Back To The 80's - Date : 24 mars 2009 - Label : LOEN Entertainment                                                              | 01. 토요일밤에 (On Saturday Night) 02. No Sympathy 03. 두번째라도 04. 느리게잊기 05. Bad Boy (Remix) 06. 미쳤어 (Remix) 07. 그만하자 08. 투명인간 09. Twice Too Many Time 10. 토요일밤에 (Instrumental) |
| 4e     | 3e Mini-album - Titre : The Queen - Date : 12 juillet 2010 - Label : LOEN Entertainment                                                                                     | 01. BD Rider 02. Queen 03. Beat Up By A Girl 04. Can't U See 05. Super Duper 06. Queen (Inst.) 07. Can't U See (Inst.)                                                                                  |
| 5e     | Quatrième mini-album - Titre : Dripping Tears - Date : 12 novembre 2012 - Langage : Coréen - Label : Pledis Entertainment - Main Record Label : Korea 플레디스 엔터테인먼트 | 1. RETURN 2. 눈물이 주르륵 3. 그랬나봐요 4. Emergency Call 5. 사랑하고 싶었어 6. 눈물이 주르륵 (G. Remix Version)                                                                                       |